# Athenea del Castillo
Athenea del Castillo, née le 24 octobre 2000 à Solares en Espagne, est une footballeuse internationale espagnole qui joue au poste d'attaquante au Real Madrid.

## Biographie

### Début de carrière
Athenea commence à jouer à Reocín en Cantabrie à l'âge de 11 ans, puis elle rejoint l'Ave Fénix Racing où elle évolue jusqu'à la fin de la saison 2018-2019 en Segunda División. Son séjour là-bas englobant une fusion en 2017 de l'équipe qui devient une partie de Racing Santander.

### Deportivo La Corogne (2019-2020)
En août 2019, il est annoncé qu'Athenea rejoindrait le club nouvellement promu de Primera División, Deportivo La Corogne. Sans l'autorisation de son ancien club qui tentait de la garder dans l'équipe, tandis que les Galiciens maintenaient leur offre de contrat professionnel. Enfin, en septembre, le Racing Féminas autorise formellement son transfert.
Le 8 septembre 2019, Athenea fait ses débuts en Primera División avec le Deportivo La Corogne contre le RCD Espanyol et marque son premier but chez les professionnelles le 19 janvier 2020.

### Real Madrid (2021-)
Le 26 juillet 2021, à la suite de la relégation du Deportivo, l'Espagnole s'engage avec le Real Madrid.
Elle fait ses débuts lors du match nul 1-1 à domicile contre Manchester City lors du 2e tour de qualification de l'UEFA Women's Champions League le 31 août. Le 16 novembre 2021 à la suite de sa performance face au PSG en Ligue des champions, elle est notée comme "joueuse à suivre" par l'UEFA.

### En sélection
Athenea est appelée en équipe d'Espagne des moins de 19 ans pour le Championnat féminin des moins de 19 ans de l'UEFA 2018 en Suisse, où l'équipe remporte le titre. Elle fait également partie de l'équipe qui termine deuxième de la même compétition un an plus tard.
Elle fait ses débuts internationaux seniors en octobre 2020, devenant la première joueuse du Deportivo La Corogne à obtenir une sélection.
Le 27 juin 2022, elle est sélectionnée par Jorge Vilda pour disputer l'Euro 2022 en Angleterre.
À l'issue de l'Euro 2022, Athenea a montré des performances de qualité et a su montrer ses qualités offensives notamment lors du match face au Danemark (victoire 1-0) et lors du quart de finale face à l'Angleterre (défaite 2-1), où elle exécute un passement de jambes suivi d'un petit pont sur la défenseuse Rachel Daly, offrant une passe décisive à Esther González.
Pendant l'Euro 2025 elle est titularisée pour la 1ère fois lors du 3ème match de poule contre L'Italie où elle marque son premier but de la compétition participant à la victoire 3-1 de l'Espagne.

## Palmarès

### En sélection
Avec l'Espagne, elle remporte la Coupe du monde et la Ligue des Nations en 2023.

## Statistiques

### En sélection
| Nombres | Date              | Lieu                                      | Adversaire | Score   | Résultat | Evenement                                                 |
| ------- | ----------------- | ----------------------------------------- | ---------- | ------- | -------- | --------------------------------------------------------- |
| 1.      | 21 septembre 2021 | Stade Nándor Hidegkuti, Budapest, Hongrie | Hongrie    | 4-0     | 7-0      | Éliminatoires de la Coupe du monde féminine : zone Europe |
| 2.      | 21 octobre 2021   | Stade Príncipe Felipe, Caceres, Espagne   | Maroc      | 1-0 2-0 | 3-0      | Amical                                                    |
| 3.      | 11 novembre 2022  | Stade Álvarez Claro, Melilla, Espagne     | Argentine  | 5-0     | 7-0      | Amical                                                    |

## Distinctions

### International
- Championnat féminin des moins de 19 ans de l'UEFA : 2018

### Individuel
- Meilleur joueuse de la Coupe Arnold Clark en 2022